# Don Carlos (Bukidnon)
Don Carlos (Bayan ng Don Carlos) är en kommun i Filippinerna. Kommunen ligger på ön Mindanao, och tillhör provinsen Bukidnon. Folkmängden uppgår till 55 495 invånare.

## Barangayer
Don Carlos är indelat i 29 barangayer.
| - Cabadiangan - Bocboc - Buyot - Calaocalao - Don Carlos Norte - Embayao - Kalubihon - Kasigkot - Kawilihan - Kiara - Kibatang - Mahayahay - Manlamonay - Maraymaray - Mauswagon | - Minsalagan - New Nongnongan (Masimag) - New Visayas - Old Nongnongan - Pinamaloy - Don Carlos Sur (Pob.) - Pualas - San Antonio East - San Antonio West - San Francisco - San Nicolas (Banban) - San Roque - Sinangguyan - Bismartz |